# Proleonhardella
Proleonhardella – rodzaj chrząszczy z rodziny grzybinkowatych i podrodziny zyzkowatych.

## Morfologia
Chrząszcze o owalnym do jajowatego w zarysie ciele długości od 1,3 do 3,5 mm. Oskórek mają porośnięty głównie krótkim i pokładającym się owłosieniem. Czułki sięgają po rozprostowaniu ku tyłowi do środka długości ciała. Przedplecze u podrodzaju nominatywnego jest lekko u nasady przewężone i węższe od pokryw, u podrodzaju Pholeuonillus natomiast silnie przewężone u nasady i tak szerokie jak pokrywy. Powierzchnia pokryw u podrodzaju nominatywnego punktowana jest delikatnie, zaś u podrodzaju Pholeuonillus grubo i głęboko. Na śródpiersiu występuje żeberko, u podrodzaju nominatywnego wysokie i kątowo zagięte, u podrodzaju Pholeuonillus zaś bardzo niskie. Odnóża przedniej pary mają stopy nierozszerzone u samic, natomiast lekko rozszerzone u samców.

## Ekologia i występowanie
Owady te występują w głębszych warstwach gleby, pod głęboko osadzonymi kamieniami i głazami (gatunki endogeiczne) oraz w jamach i jaskiniach (troglofile i troglobionty).
Rodzaj palearktyczny, endemiczny dla Półwyspu Bałkańskiego, znany z środkowej, wschodniej i południowej Bośni i Hercegowiny, zachodniej i południowo-zachodniej Serbii oraz wschodniej Czarnogóry.

## Taksonomia
Takson ten wprowadzony został w 1910 roku przez René Jeannela na łamach „Archives de Zoologie Expérimentale et Générale”. Do rodzaju tego zalicza się 9 opisanych gatunków zgrupowanych w dwóch podrodzajach:
- Proleonhardella (Pholeuonillus) Breit, 1913
  - Proleonhardella adolfi (Reitter, 1911)
- Proleonhardella (Proleonhardella) Jeannel, 1910
  - Proleonhardella apfelbecki Jeannel, 1924
  - Proleonhardella hirtella Jeannel, 1934
  - Proleonhardella leonhardi (Breit, 1913)
  - Proleonhardella matzenaueri (Apfelbeck, 1907)
  - Proleonhardella neumanni (Apfelbeck, 1901)
  - Proleonhardella remyi Jeannel, 1934
  - Proleonhardella tarensis Ćurčić & Pavićević, 2021
  - Proleonhardella weiratheri (Reitter, 1913)

Rodzaj ten tworzy wraz z pokrewnymi Augustia, Bozidaria, Blattochaeta i Pholeuodromus grupę Théléomorphes w obrębie serii „Leonhardella”, należącej do plemienia Leptodirini.